# Kwartał św. Wawrzyńca w Krakowie
Kwartał św. Wawrzyńca – XIX-wieczny kompleks zabytków przemysłowych ograniczony czterema ulicami: Starowiślną, Podgórską, Gazową i św. Wawrzyńca. W skład tego XIX-wiecznego kompleksu wchodziły:
- zespół zajezdni tramwajowych
- gazownia miejska
- elektrownia miejska

Obecnie obiekty te znajdują się na trasie Krakowskiego Szlaku Techniki.
Współcześnie jest to swego rodzaju centrum kulturowe na krakowskim Kazimierzu, w skład którego wchodzą:
- Biblioteka Polskiej Piosenki
- Muzeum Inżynierii Miejskiej